# Helen J. Nicholson
Helen Jane Nicholson (* 1960 in Nordirland) ist eine britische Mittelalterhistorikerin.
Nicholson ging in Belfast und Oadby zur Schule und studierte an der Universität Oxford (St. Hilda’s College). 1990 wurde sie an der University of Leicester promoviert. Ihre Dissertation über das mittelalterliche Bild militärischer Ritterorden erschien 1993. Sie ist Professorin an der University of Cardiff.
Nicholson befasste sich mit Kriegführung im Mittelalter, Militärorden wie den Templern (speziell in Großbritannien), den Malteserrittern und dem Deutschen Orden sowie mit den Kreuzzügen.
2003/04 war sie Stipendiatin der British Academy und des Levenhulme Trust bei der Herausgabe der Prozessakten der Templer in Großbritannien. 2007 war sie Mitorganisatorin einer Konferenz über die Templerprozesse an der University of Western Michigan in Kalamazoo (International Congress on Medieval Studies) und an der University of Leeds (International Medieval Congress).
Sie ist Mitglied der Society for the Study of the Crusades and the Latin East, der Arthurian Society und der Ecclesiastical History Society.

## Schriften (Auswahl)
- Templars, Hospitallers and Teutonic Knights. Images of the Military Orders, 1128–1291. Leicester University Press, Leicester u. a. 1993, ISBN 0-7185-1411-4.
- Chronicle of the Third Crusade. A translation of the Itinerarium peregrinorum et gesta regis Ricardi (= Crusade Texts in Translation. 3). Ashgate, Aldershot u. a. 1997, ISBN 1-85928-154-0.
- als Herausgeberin: The Military Orders. Band 2: Welfare and Warfare. (Papers from the Second Conference on the Military Orders, which was held on 5–8 September 1996 at the Museum of St. John, St. John’s Gate, Clerkenwell, London). Ashgate, Aldershot u. a. 1998, ISBN 0-86078-679-X.
- The Knights Hospitaller. Boydell Press, Woodbridge u. a. 2001, ISBN 0-85115-845-5.
- The Knights Templar. A New History. Sutton Publishing, Stroud 2001, ISBN 0-7509-2517-5.
- Love, War and the Grail. (Templars, Hospitallers and Teutonic Knights in Medieval Epic and Romance, 1150–1500) (= History of Warfare. 4). Brill, Leiden u. a. 2001, ISBN 90-04-12014-9.
- Knight Templar. 1120–1312. Osprey, Oxford 2004, ISBN 1-84176-670-4.
- Medieval Warfare. Theory and Practice of War in Europe, 300–1500. Palgrave Macmillan, Basingstoke u. a. 2004, ISBN 0-333-76330-0.
- mit David Nicolle: God’s Warriors. Crusaders, Saracens and the Battle for Jerusalem. Osprey Publishing, Oxford 2005, ISBN 1-84176-943-6.
- The Knights Templar on Trial. The Trial of the Templars in the British Isles, 1308–1311. The History Press, Stroud 2009, ISBN 978-0-7509-4681-0.
- als Herausgeberin und Übersetzerin: The Proceedings Against the Templars in the British Isles. 2 Bände. Ashgate, Farnham u. a. 2011;
  - Band 1: The Latin Edition. 2011, ISBN 978-1-409-43650-8;
  - Band 2: The Translation. 2011, ISBN 978-1-409-43652-2.